# 麦の唄
「麦の唄」（むぎのうた）は2014年10月29日に発売された中島みゆき44作目のシングル。

## 解説
表題曲は、NHK連続テレビ小説『マッサン』（大阪放送局製作）の主題歌として製作された楽曲。NHK番組の主題歌に関わったのは、2000年から5年間放送された『プロジェクトX〜挑戦者たち〜』以来、約9年ぶり。
NHKからは2014年1月に「マッサンとエリーへ、そして“あきらめない”日本人への応援歌をください!」とのオファーを受け、中島は「ほんとに朝っぱらから中島でいいんですか!?｣と驚きつつもオファーを受諾し制作を行なった。日本のウィスキー造りに奔走した夫婦の物語にちなんで、イントロにはスコッチ・ウイスキー発祥の地・スコットランドの民族楽器であるバグパイプを用い、苦しい時代を生き抜いた日本人への力強い応援歌となっている。ドラマでは年明け最初（2015年1月5日）からは2番の歌詞が使用されている。ドラマ後半の主舞台は北海道の余市町で、中島も北海道（札幌市）出身である。
中島は本曲で2014年12月31日放送の『第65回NHK紅白歌合戦』に、2002年以来12年ぶりの出場を果たし、ドラマ終了後に公開されたミュージック・ビデオ内の歌唱シーンは、この紅白で歌った映像がそのまま使用されている。
カップリング曲「泣いてもいいんだよ」は、ももいろクローバーZに提供した楽曲のセルフカバー。コーラスに中島と同じレコード会社であり、所属事務所の後輩であるガールズバンド・たんこぶちんが参加している。

## 記録
オリコン週間シングルチャートで初登場5位を獲得。中島のシングルトップ5入りは、「銀の龍の背に乗って」以来11年3ヶ月ぶり。

## 収録曲
全曲 作詞・作曲：中島みゆき／編曲：瀬尾一三
1. 麦の唄 [5:06]
2. 泣いてもいいんだよ [5:53]
3. 麦の唄（TV MIX）
4. 泣いてもいいんだよ（TV MIX）

## 収録アルバム
| 曲名               | 収録アルバム                                        | 発売日         | 備考           |
| ------------------ | --------------------------------------------------- | -------------- | -------------- |
| 麦の唄             | 問題集                                              | 2014年11月12日 | 40thアルバム   |
| 麦の唄             | 中島みゆき・21世紀ベストセレクション『前途』        | 2016年11月16日 | ベストアルバム |
| 麦の唄             | 中島みゆきConcert「一会」2015〜2016-LIVE SELECTION- | 2016年11月16日 | ライブアルバム |
| 泣いてもいいんだよ | 中島みゆき・21世紀ベストセレクション『前途』        | 2016年11月16日 | ベストアルバム |
| 泣いてもいいんだよ | ここにいるよ                                        | 2020年12月2日  | ベストアルバム |

## 演奏者
| 麦の唄 - Drums：山木秀夫 - Bass：高水健司 - E.Guitar：古川望 - Bagpipe：十亀正司 - Irish Harp：朝川朋之 - Back Up Vocals：宮下文一・高尾直樹・大嶋吾郎 - Violin：弦一徹・藤村政芳・永田真希・藤田弥生・伊能修・牛山玲名・森琢哉・海和伸子・高橋和葉 - Viola：西村知佳子・三木章子 - Cello：徳澤青弦・村中俊之 | 泣いてもいいんだよ - Drums：山木秀夫 - Bass：松原秀樹 - A.Guitar：古川望 - E.Guitar：古川望・野村義男 - A.Piano & B-3：小林信吾 - Back Up Vocals：たんこぶちん - E.Violin：弦一徹 - All Synthesizer Programming, Drums Programming & Loop：小林信吾 |

## カバー
泣いてもいいんだよ
- たんこぶちん（2015年、アルバム『TANCOBUCHIN vol.2』収録）